# Pont de la Sala
Pont de la Sala és una obra de Rupit i Pruit (Osona) inclosa a l'Inventari del Patrimoni Arquitectònic de Catalunya.

## Descripció
Pont de la sala, de 2 arcs, pla i tot de pedra. Te tallamars i es troba sota el mas de la sala

## Història
Pont de la sala, sota el mas de la sala de Rupit, a la riera de Rupit, és un bonic Pont de dos Arcs desiguals, obra del segle xiv o XV. Al vell camí ral de Rupit a R. Esquirol. (A.PLADEVALL)